# Liste der Kulturdenkmäler in Orsfeld
In der Liste der Kulturdenkmäler in Orsfeld sind alle Kulturdenkmäler der rheinland-pfälzischen Ortsgemeinde Orsfeld aufgeführt. Grundlage ist die Denkmalliste des Landes Rheinland-Pfalz (Stand: 27. Juni 2023).

## Einzeldenkmäler
| Bezeichnung                        | Lage                                            | Baujahr                         | Beschreibung                                                                                              | Bild                           |
| ---------------------------------- | ----------------------------------------------- | ------------------------------- | --- | ------------------------------ |
| Wohnhaus                           | Gindorfer Straße 7 Lage                         | spätes 18. Jahrhundert          | barockes Wohnhaus, wohl aus dem späten 18. Jahrhundert                                                    | Fotos hochladen                |
| Wegekreuz                          | Kyllburger Straße Lage                          | 1634                            | oberer Teil eines Schaftkreuzes, bezeichnet 1634, Abschlusskreuz wohl von 1865                            | Fotos hochladen                |
| Wegekreuz                          | Kyllburger Straße, bei Nr. 2 Lage               | frühes 17. Jahrhundert          | Wegekreuz; Schaft wohl aus dem frühen 17. Jahrhundert, Abschlusskreuz jünger                              | Fotos hochladen                |
| Quereinhaus                        | Kyllburger Straße 10 Lage                       | 1848                            | langgestrecktes Quereinhaus, Wohnteil bezeichnet 1848, Wirtschaftsteil wohl etwas jünger                  | BW                             |
| Katholische Filialkirche St. Peter | Weilerweg Lage                                  | 1781                            | Saalbau, bezeichnet 1781, Westturm wohl mittelalterlich                                                   | weitere Bilder Fotos hochladen |
| Wegekreuz                          | südöstlich des Ortes an der K 90 Lage           | frühes 19. Jahrhundert          | unterer Teil eines Schaftkreuzes, frühes 19. Jahrhundert, oberer Teil von 1885                            | BW                             |
| Wegekreuz                          | nördlich des Ortes an der B 257 Lage            | 16. oder frühes 17. Jahrhundert | Nischenkreuz, wohl aus dem 16. oder frühen 17. Jahrhundert                                                | BW                             |
| Stumpisch-Kreuz                    | nördlich des Ortes nahe der B 257 Lage          | spätes 16. Jahrhundert          | Wegekreuz; oberes Ende eines Vollnischenkreuzes, wohl noch aus dem 16. Jahrhundert                        | BW                             |
| Wegekreuz                          | nordöstlich des Ortes an einem Feldweg Lage     | 1626                            | unterer Teil eines Schaftkreuzes, bezeichnet 1626, Abschlusskreuz aus dem 19. oder frühen 20. Jahrhundert | BW                             |
| Gerichtskreuz                      | nordwestlich des Ortes beim Wasserbehälter Lage | 15. Jahrhundert                 | Wegekreuz; spätgotisches Nischenkreuz, wohl aus dem 15. Jahrhundert (1415?)                               | BW                             |
| Deister Kreuz                      | östlich des Ortes an einem Feldweg Lage         | 1675                            | Wegekreuz; Nischenkreuz, 1675                                                                             | BW                             |